# Llista de topònims de Toluges
Llista de topònims (noms propis de lloc) de Toluges (Rosselló).
Informació actualitzada per un bot. Els canvis manuals es perdran quan s'actualitzi!

## Misc
| imatge | Nom                           | Ubicat a | instància de                          | Detalls                                                       | coordenades | Protecció                                                           | Commons (més fotos)                              | Dades a WD                    |
| ------ | ----------------------------- | -------- | ------------------------------------- | ------------------------------------------------------------- | --- | ------------------------------------------------------------------- | ------------------------------------------------ | ----------------------------- |
|        | Calvari de Toluges            | Toluges  | creu de calvari                       |                                                               | 42° 40′ 17″ N, 2° 49′ 50″ E / 42.671308°N,2.830636°E 56.3 msnm                                                   | monument històric inventariat                                       | Calvaire de Toulouges                            | Modifica les dades a Wikidata |
|        | Monument a la República       | Toluges  | obra escultòrica font                 | Creador: No/unknown value 1896 Alt: 300cm                     | 42° 40′ 17″ N, 2° 49′ 49″ E / 42.671327777777776°N,2.8302055555555556°E Toluges                                  | Objecte inclòs en l'Inventari general del patrimoni cultural (IGPC) |                                                  | Modifica les dades a Wikidata |
|        | Santa Maria de Toluges        | Toluges  | església Ús: església                 | Estil: arquitectura romànica Anomenat per: Assumpció de Maria | 42° 40′ 17″ N, 2° 49′ 50″ E / 42.6714°N,2.83059°E 56.4 msnm                                                      | monument històric inventariat monument històric catalogat           | Église de l'Assomption de la Vierge de Toulouges | Modifica les dades a Wikidata |
|        | Toulouges                     | Toluges  | estació de ferrocarril                |                                                               | 42° 40′ 23″ N, 2° 50′ 03″ E / 42.673123°N,2.83418°E                                                              |                                                                     |                                                  | Modifica les dades a Wikidata |
|        | casa de la vila de Toluges    | Toluges  | instal·lació Ús: seu del govern local |                                                               | 42° 39′ 54″ N, 2° 50′ 17″ E / 42.6648869934093°N,2.83792187649142°E fr:1 BD CLAIRFONT, 66350 TOULOUGES           |                                                                     | Town hall of Toulouges                           | Modifica les dades a Wikidata |
|        | cementiri de l’Est de Toluges | Toluges  | cementiri                             |                                                               | 42° 40′ 21″ N, 2° 50′ 07″ E / 42.6724°N,2.8353°E                                                                 |                                                                     |                                                  | Modifica les dades a Wikidata |
|        | parc de Clairfont             | Toluges  | jardí públic instal·lació esportiva   | 2011                                                          | 42° 39′ 49″ N, 2° 50′ 25″ E / 42.663637°N,2.840307°E fr:BOULEVARD DE CLAIRFONT PARC DE CLAIRFONT 66350 Toulouges |                                                                     |                                                  | Modifica les dades a Wikidata |